# Juan Manuel Battaglia
Juan Manuel Battaglia Melgarejo (Asunción, Paraguay, 11 de junio de 1957) es un exfutbolista y actual entrenador paraguayo que se desempeñaba en la posición de mediocampista o delantero. Durante su permanencia como jugador del América de Cali, adoptó la nacionalidad colombiana.

## Trayectoria
Su primer club fue el Nacional en Paraguay en el cual tuvo un estupendo desempeño, lo que lo llevó a formar parte de Cerro Porteño, en donde alcanzó el título nacional.
En 1979 fue incorporado por el América de Cali junto a su compañero de equipo en los clubes Nacional y Cerro Porteño, el "Monito" Gerardo González Aquino, debido a un gol de tiro libre que le hace al clásico Deportivo Cali por la Copa Libertadores en 1978. Ese mismo año ganó el primer título nacional en la historia americana, y se convirtió en uno de los jugadores emblemáticos del club en toda su existencia, al contribuir con cinco campeonatos nacionales más y tres subcampeonatos de la Copa Libertadores de América. Estuvo en el cuadro caleño hasta el primer semestre de 1989. Posteriormente jugó en el Deportivo Pereira el resto de ese mismo año, en 1990 fichó nuevamente por el Cerro Porteño, club con el que lograría el campeonato paraguayo de esa temporada, siendo Battaglia uno de los pilares de ese equipo, bajo la dirección técnica de Sergio Markarián, para finalmente retirarse.
Desde entonces ha sido asistente técnico de varios equipos de Paraguay. En abril de 2010 asumió el mando del primer equipo del club Nacional. para que al poco más de un año en el Apertura 2011 le diera al club tricolor el octavo título nacional de la Primera División.

## Selección nacional
Ha sido internacional con la selección de fútbol de Paraguay en las Eliminatorias rumbo a la Copa Mundial de Fútbol de 1982 y 1986.

## Clubes

### Como jugador
| Club              | País     | Año       | Partidos | Goles |
| ----------------- | -------- | --------- | -------- | ----- |
| Cerro Porteño     | Paraguay | 1976-1978 | 72       | 35    |
| América de Cali   | Colombia | 1979-1988 | 349      | 108   |
| Deportivo Pereira | Colombia | 1989      | 23       | 8     |
| Cerro Porteño     | Paraguay | 1990-1994 | 22       | 7     |

### Como entrenador
| Club                                     | País     | Año               |
| ---------------------------------------- | -------- | ----------------- |
| Nacional                                 | Paraguay | 2010 - 2011       |
| Cerro Porteño PF                         | Paraguay | 2012              |
| General Caballero ZC                     | Paraguay | 2012 - 2013       |
| Cerro Porteño PF                         | Paraguay | 2013              |
| Sol de América                           | Paraguay | 2013              |
| Fernando de la Mora (asistente técnico)  | Paraguay | 2015              |
| Nacional                                 | Paraguay | 2015              |
| Fernando de la Mora (asistente técnico)  | Paraguay | 2015 - 2016       |
| General Caballero ZC (asistente técnico) | Paraguay | 2016              |
| Liga Atyreña de Fútbol                   | Paraguay | 2017 - 2018       |
| Fernando de la Mora                      | Paraguay | 2018              |
| Rubio Ñu (asistente técnico)             | Paraguay | 2019              |
| Atyrá FC                                 | Paraguay | 2019              |
| General Díaz (asistente técnico)         | Paraguay | 2020              |
| Tacuary (asistente técnico)              | Paraguay | 2022              |
| Atyrá FC                                 | Paraguay | 2022 - 2023       |
| 3 de Febrero                             | Paraguay | 2023              |
| Nacional (scouting)                      | Paraguay | 2025 - Actualidad |

## Palmarés

### Como futbolista

#### Campeonatos nacionales
| Título                       | Club            | País     | Año  |
| ---------------------------- | --------------- | -------- | ---- |
| Primera División de Paraguay | Cerro Porteño   | Paraguay | 1977 |
| Primera División de Colombia | América de Cali | Colombia | 1979 |
| Primera División de Colombia | América de Cali | Colombia | 1982 |
| Primera División de Colombia | América de Cali | Colombia | 1983 |
| Primera División de Colombia | América de Cali | Colombia | 1984 |
| Primera División de Colombia | América de Cali | Colombia | 1985 |
| Primera División de Colombia | América de Cali | Colombia | 1986 |
| Primera División de Paraguay | Cerro Porteño   | Paraguay | 1990 |
| Torneo República             | Cerro Porteño   | Paraguay | 1991 |
| Primera División de Paraguay | Cerro Porteño   | Paraguay | 1992 |

### Como entrenador
| Título                            | Club                   | País     | Año    |
| --------------------------------- | ---------------------- | -------- | ------ |
| Primera División de Paraguay      | Club Nacional          | Paraguay | 2011-A |
| Campeonato Nacional de Interligas | Liga Atyreña de Fútbol | Paraguay | 2018   |
| Copa San Isidro de Curuguaty      | Liga Atyreña de Fútbol | Paraguay | 2018   |